# 蒂多内河谷皮亚内洛
蒂多内河谷皮亚内洛（義大利語：Pianello Val Tidone，或纯音译为皮亚内洛瓦尔蒂多内），是意大利皮亚琴察省的一个市镇。总面积36.39平方公里，人口2291人，人口密度63.0人/平方公里（2009年）。ISTAT代码为033033。